# George Price Boyce
George Price Boyce (1826-1897) est un peintre britannique connu pour ses paysages et ses tableaux à sujets architecturaux réalisés à l'aquarelle dans un style préraphaélite. Il a compté parmi les mécènes et les amis de Dante Gabriel Rossetti.

## Biographie
George Price Boyce naît le 24 septembre 1826 à Gray's Inn Terrace, près de Londres ; il est le fils de George Boyce, un marchand de vin devenu prêteur sur gages, et de son épouse Anne. George Price est scolarisé à Chipping Ongar, dans l'Essex, puis fait des études à Paris. En octobre 1843, il devient stagiaire chez un architecte appelé Little et travaille là pendant quatre ans jusqu'à rejoindre la firme architecturale Wyatt and Brandon. À ce moment il se sent déjà désillusionné sur l'architecture, et, en août 1849, une rencontre avec le peintre David Cox le persuade de renoncer à sa profession et de se consacrer à la peinture à l'aquarelle.
La sœur cadette de George Price, Joanna Mary Boyce, naît en 1831 et se consacre également à la peinture.
Les premières œuvres de George Price Boyce trahissent l'influence de Cox, qu'il rencontre à nouveau en 1851 à Betws-y-Coed , mais il développe peu à peu son propre style, sous l'influence des peintres préraphaélites : vers 1849, il a rencontré Thomas Seddon et Dante Gabriel Rossetti, puis William Holman Hunt et John Everett Millais en 1853 ; cette année-là, il va peindre à Dinan, en Bretagne, en compagnie de Seddon. En 1854, il voyage à Venise, où il croque des sujets que lui avait recommandés par le critique John Ruskin qui entretient une correspondance avec lui pendant les quatre mois que Boyce passe dans la ville.
À partir de la fin des années 1850, il consacre la plupart de ses tableaux à des paysages anglais, où il incorpore souvent des éléments d'architecture vernaculaire, et en particulier à plusieurs villages de la vallée de la Tamise,  Pangbourne, Mapledurham, Whitchurch et Streatley, et d'autres endroits dans le Sussex et le Surrey. Dans les années 1870, il peint plusieurs vues de Ludlow et est de plus en plus enclin à peindre des paysages de lieux plus lointains.

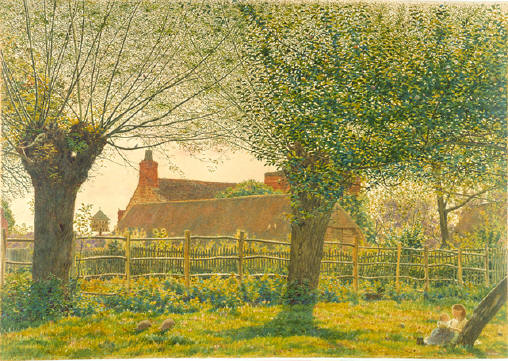
À Binsey, près d'Oxford (1862), tableau de George Price Boyce, aquarelle et encre sur papier (31,1 × 53,7 cm).

Le 15 juillet 1861, Joanna Boyce, sœur de George Price, meurt des suites de complications après la naissance de son troisième enfant. George Price part alors en Égypte où il partage une maison à Gizeh avec Frank Dillon et Egron Lundgren jusqu'en février 1862.
Rossetti, qui n'aimait pas travailler en extérieur, emprunte des dessins à Boyce pour peindre les arrière-plans de son aquarelle Writing on the Sand (1858, exposée au British Museum).
Entre 1853 et 1861, Boyce expose ses tableaux à la Royal Academy. Il fait partie des membres fondateurs du Hogarth Club et de la Medieval Society, une association composée essentiellement d'architectes et consacrée à susciter l'intérêt envers les arts et l'architecture du Moyen âge. Boyce est aussi un membre influent de la Society for the Protection of Ancient Buildings). Il expose très souvent à la Royal Watercolour Society, dont il est élu Associé en 1864 puis Membre en 1878.
À partir de 1871, il vit à West House, à Chelsea, une maison conçue pour lui par son ami Philip Webb. Ses problèmes de santé le conduisent à mettre fin à sa carrière de peintre en 1893. Il meurt à West House le 9 février 1897.
Le journal de George Price Boyce est une source d'informations importante sur Dante Gabriel Rossetti et le préraphaélisme.